# Meylan
Meylan ist eine französische Gemeinde mit 18.790 Einwohnern (Stand 1. Januar 2022) im Département Isère in der Region Auvergne-Rhône-Alpes.

## Geografie
Die Gemeinde befindet sich östlich von Grenoble, im Vallée du Grésivaudan. Sie wird vom Fluss Isère durchflossen. Das Gemeindegebiet liegt teilweise im Regionalen Naturpark Chartreuse.

## Bevölkerungsentwicklung
| Jahr                       | 1962 | 1968 | 1975   | 1982   | 1990   | 1999   | 2005   | 2018   |
| -------------------------- | ---- | ---- | ------ | ------ | ------ | ------ | ------ | ------ |
| Einwohner                  | 3113 | 6534 | 12.070 | 14.525 | 17.863 | 18.741 | 17.600 | 17.448 |
| Quellen: Cassini und INSEE |      |      |        |        |        |        |        |        |

## Städtepartnerschaften
- Didcot (Vereinigtes Königreich), seit 1985
- Gonzales in Louisiana (Vereinigte Staaten), seit 1985
- Planegg in Bayern (Deutschland), seit 1985

## Persönlichkeiten
- Gabriel de Mortillet (1821–1898) war ein bedeutender französischer Vorgeschichtsforscher; er ist in Meylan geboren.
- Albert Batteux (1919–2003) war ein französischer Fußballtrainer und Fußballspieler; er ist in Meylan gestorben.